# Гуртом дешевше (фільм, 2022)
Гурто́м деше́вше (англ. Cheaper by the Dozen) — американський фільм 2022 року жанру комедії. Фільм знятий на основі автобіографічної книги Френка Б. Гілберта молодшого й Ернестіни Гілберет Кейрі «Гуртом дешевше», та є рімейком фільму 2003 року з такою ж назвою. Кіно зрежисував дебютант Гейл Лернер. В ролях Ґабріель Юніон, Зак Брафф, Еріка Крістенсен та Тімон Кайл Дарретт.

## Сюжет
Смішна історія про дбайливого батька, обтяженого вічними турботами, які йому створює натовп своїх веселих і неспокійних дітей.

## У ролях
- Ґабріель Юніон — в ролі Зої Бейкер
- Зак Брафф — в ролі Пола Бейкера
- Еріка Крістенсен — в ролі Кейт Бейкер
- Тімон Кайл Дарретт — в ролі Дома Клейтона
- Джорни Браун — в ролі Діжі Клейтон
- Кайлі Роджерс — в ролі Еллі Бейкер
- Андре Робінсон — в ролі ді-джея Клейтона
- Лео Абело Перрі — в ролі Луки Бейкер-Клейтон

## Виробництво
У 2016 році повідомлялося, що Кенія Барріс працюватиме з 20th Century Fox над рімейком «Гуртом дешевше». 6 серпня 2019 року, після придбання 21st Century Fox компанією The Walt Disney Company, генеральний директор Disney Боб Айґер оголосив, що рімейк кіносеріалу «Гуртом дешевше» знаходиться у розробці й що його прем'єра відбудеться на потоковому сервісі компанії Disney+. Основні зйомки мали розпочатися 13 липня 2020 року в Лос-Анджелесі, Каліфорнія. Після того, як зйомки було зупинено через пандемію COVID-19, новий генеральний директор Disney Боб Чапек оголосив, що зйомки відновилися у листопаді 2020 року. Фільм був представлений на Дні інвесторів Disney разом з головною акторкою Ґабріель Юніон.
У січні 2021 року до акторського складу додався Зак Брафф. У лютому 2021 року Джорні Браун, Кайлі Роджерс, Андре Робінсон, Кейлі Блосенскі, Аріан Сімхалдрі, Лео Абело Перрі, Мікал-Мішель Харріс, Крістіан Кот, Себастьян Кот Праель приєдналися до акторського складу, як діти пари. У квітні до акторського складу додалася Еріка Крістенсен. Зйомки розпочалися в Лос-Анджелесі у квітні 2021 року.  
Шон Леві, який раніше був режисером екранізації 2003 року, у 2021 році був затверджений як виконавчий продюсер фільму.

## Музика
Джон Паесано написав музику. Саундтрек був випущений 18 березня 2022 року на лейблах Hollywood Records та Walt Disney Records.

## Випуск
12 листопада 2021 р. стало відомо, що фільм буде випущений у березні 2022 р. 7 лютого 2022 р., з випуском офіційного трейлера, стало відомо, що він буде випущений у цифровому вигляді 18 березня 2022 р. на Disney+.
Крім того, фільм був випущений на Disney+ під керуванням Walt Disney Pictures замість 20th Century Studios. Фільм став третім з «скарбниці напрацювань» 20th Century Studios, який був випущений після злиття Walt Disney Pictures з 20th Century Studios. Перші два фільми «Щоденник слабака» та «Льодовиковий період: Пригоди Бака».

## Рецензії
На сайті-агрегаторі оглядів Rotten Tomatoes фільм отримав 35% з середньою оцінкою 5/10. Консенсус сайту говорить: «Гуртом дешевше» додає деякі сучасні повороти у свою історію, що часто адаптується, але свіжих сміхів дуже мало». Metacritic, який використовує середньозважене значення, привласнив фільму 42 бали зі 100 на основі 11 рецензій критиків, що вказує на «змішані або середні відгуки».